# 魯德尼基 (利維夫州)
49°26′56″N 23°54′49″E / 49.44889°N 23.91361°E

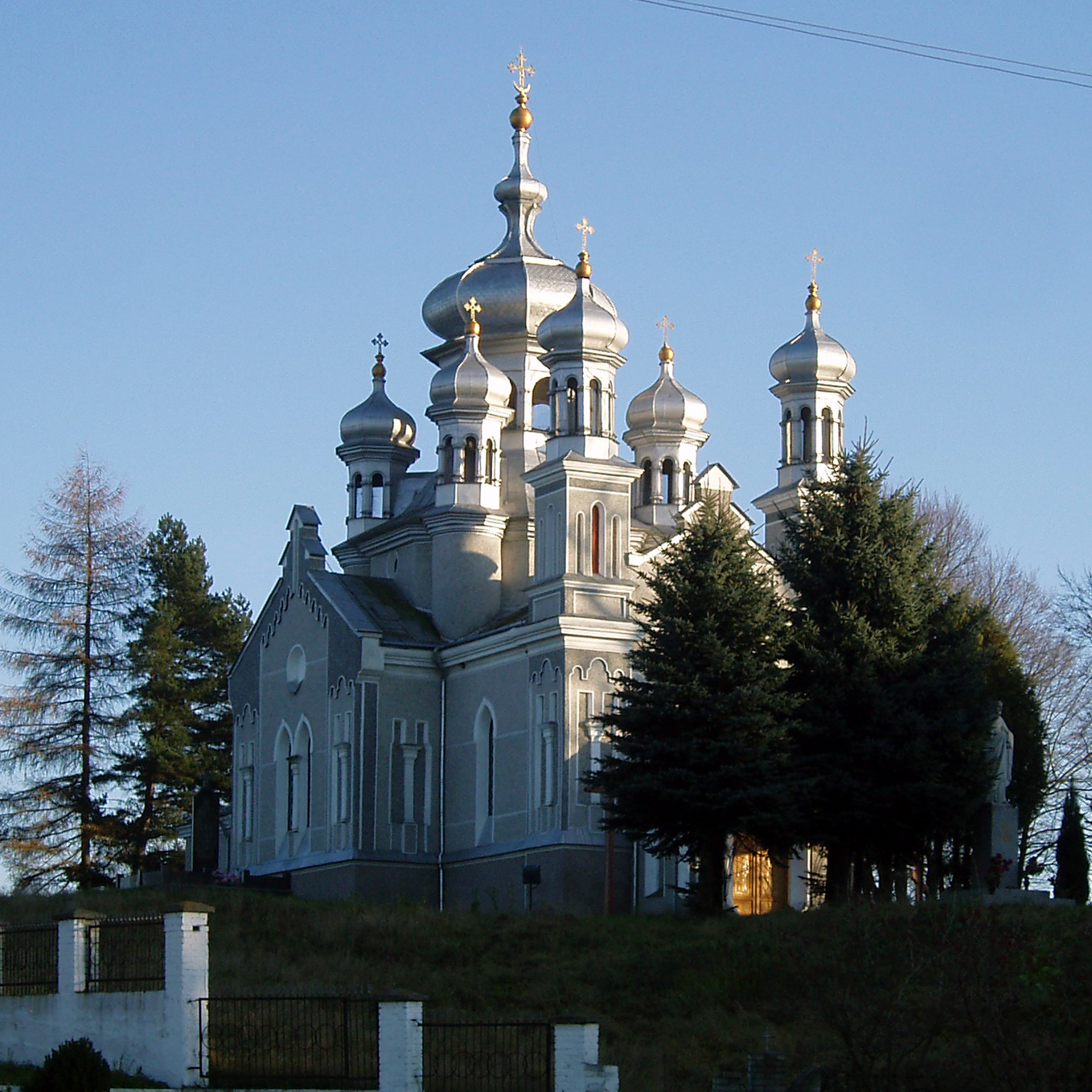
教堂

魯德尼基（羅馬化：Rudnyky）是烏克蘭西部利維夫州斯特雷區米科拉伊夫市镇的村庄。始建於1650年，面積3.11平方公里，海拔高度262米，2001年人口3,197。